# 天聪新政

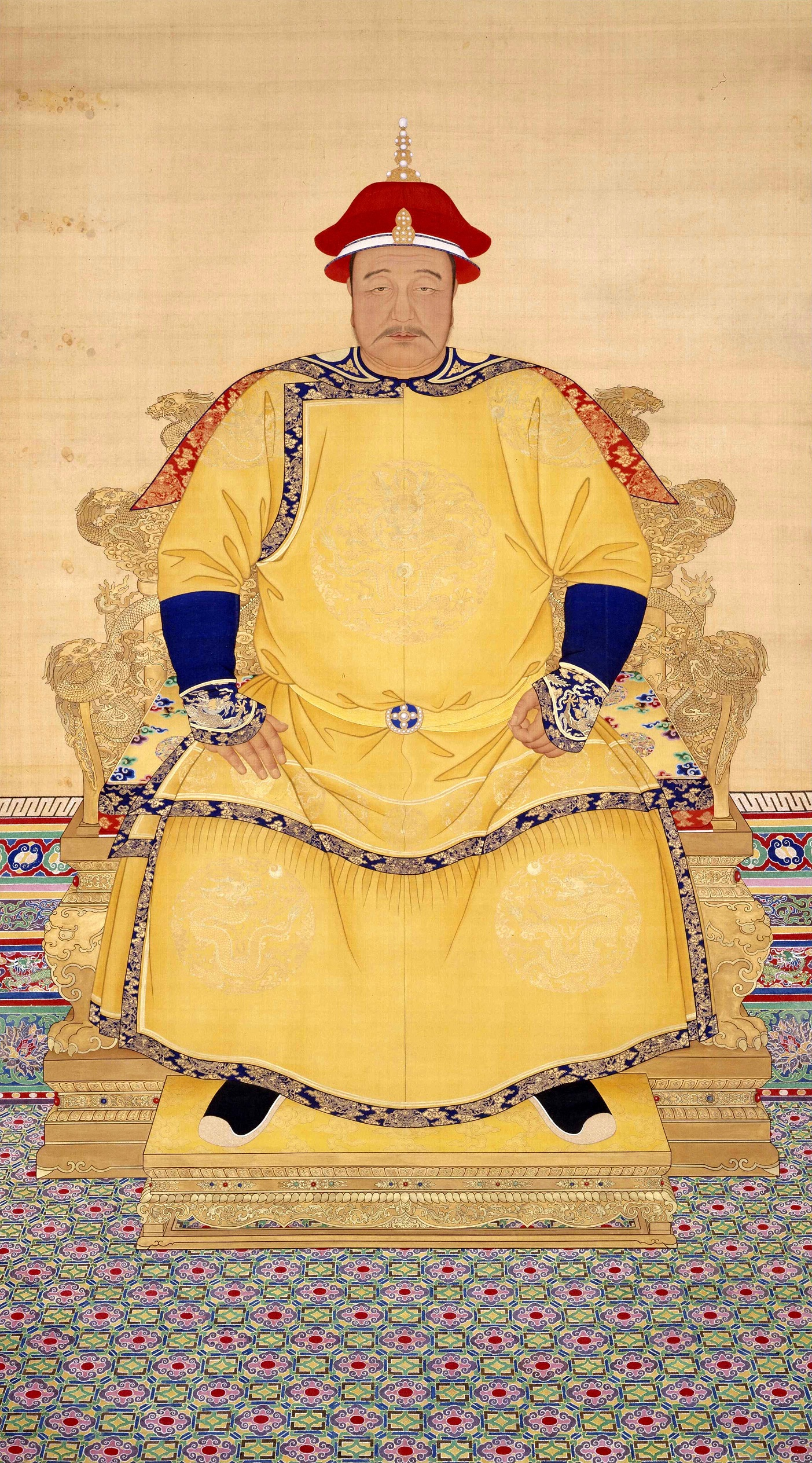
天聪汗（即后来的清太宗）皇太极朝服像

天聪新政，又称皇太极新政，是后金第二任统治者天聪汗皇太极继承其父努尔哈赤汗位后采取的一系列不同于前任统治者的改革举措，为日后清朝的入主中原奠定了基础。

## 主要内容

### 改善汉人待遇
在努尔哈赤统治时期，后金曾经对辖内汉民推行過的不少苛政，导致汉人無以維生，大部分人被编入满洲人庄园成为农奴。许多汉人不堪忍受而出逃，但一旦被抓回会被处决。即便汉官也非自由之身，他们从属于满洲大臣，家产不能受自己支配，身故之后甚至妻子还要归入贝勒家为奴。这些都导致天命后期满汉间矛盾激化，常有汉人用投毒、暗杀等方式进行反抗，对后金社会的稳定造成了威胁。
皇太极继位后，即着手改变以上这些问题。他采取汉人壮丁与满洲人分屯居住、攻陷城池时不杀降民、为降人编独立户籍、放宽对逃人的惩治等等举措，使得后金内部满汉矛盾得到有效缓解。皇太极将分离于满洲八旗之外的汉人独立创建为汉军八旗这一重炮兵部队，使得旗下汉人充分地发挥出了自身的优势、增强了八旗军的战斗力。此外，皇太极还重用汉官，赐以田宅等私有财产，以优礼对待。于是，开始有汉官如范文程、洪承畴等进入决策层，对后金以及之后的清朝政治、经济、军事等诸多方面产生影响。

### 效仿明制
皇太极效仿明朝政治制度，对后金的政权架构进行了改革。他分别设立了内三院（内国史院、内秘书院、内弘文院）、六部（吏、户、礼、兵、刑、工）、两衙门（都察院、理藩院），基本上完善了后金的政治体制。
皇太极还吸收了明朝的科举制度。努尔哈赤在位时曾经对后金辖内的明朝生员中所谓“通明者”全部处死，仅有300人得免，却沦为旗下奴仆。皇太极继位后，对这些人进行考试，有200人得中，他们均被豁免奴籍，恢复了自由身，并得到嘉奖。此后，皇太极再度开科取士，又取中228人。

### 扩大汗权
努尔哈赤创制八旗的本意是一旗一主、八家旗主共治天下，大汗这一位置由八家推举旗主之一出任，亦可将其罢免。皇太极继位初期虽然由四大贝勒共同执政、四小贝勒议政，但在除去二贝勒阿敏、三贝勒莽古尔泰，逼退大贝勒代善的一系列政治斗争中，皇太极取得了两黄旗和正蓝旗的实际支配权，已然打破了八旗权力平衡。出席八旗会议时，皇太极已不再是某一旗旗主之身份，而是作为最终决策者拍板定夺。这一系列举措对强化汗权产生了影响，也为清朝入主中原后皇帝彻底完成中央集权制打下基础。

### 对外军事策略
皇太极继位后先两度征讨朝鲜、再攻灭后金在漠南蒙古地区最大的竞争者察哈尔部，彻底去除了进攻明朝的后顾之忧。所以有了后来皇太极数次绕过山海关由蒙古进犯中原之举，进一步拓展了自其父努尔哈赤时期积累起来的战果。

### 引证
1. ↑  阎崇年 2008，第299頁
2. 1 2 3 4 5 6  阎崇年 2008，第303頁
3. 1 2 3  阎崇年 2008，第305頁
4. ↑  杜家骥 2008，第62-63, 167頁
5. ↑  杜家骥 2008，第167頁
6. ↑  阎崇年 2008，第306-307頁
7. ↑   參:

### 书籍
- 杜家骥. . 人民出版社. 2008  [2013-10-31]. ISBN 9787010067537. （原始内容存档于2013-11-02）.
- 阎崇年. . 中华书局. 2008  [2013-10-31]. ISBN 9787101059472. （原始内容存档于2013-11-02）.